# Helmut Diegel
Helmut Diegel (født 30. marts 1956) er en tysk politiker fra CDU, der var regeringspræsident i regierungsbezirk Arnsberg fra 2005 til 2010. Han har tidligere siddet i Nordrhein-Westfalens landtag i perioden 1985-2005.